# Nephelistis conservulodes
Nephelistis conservulodes är en fjärilsart som beskrevs av Druce 1905. Nephelistis conservulodes ingår i släktet Nephelistis och familjen nattflyn. Inga underarter finns listade i Catalogue of Life.